# Silja Walter
Silja Walter, Ordensname: Sr. M. Hedwig OSB (* als Cécile Walter am 23. April 1919 in Rickenbach bei Olten; † 31. Januar 2011 im Kloster Fahr), war eine Schweizer Benediktinerin und Schriftstellerin.

## Leben
Silja Walter war die zweite von acht Töchtern des Verlegers, Schriftstellers und Nationalrates Otto Walter. Einziger Bruder war der Schriftsteller Otto F. Walter. Von 1933 bis 1938 besuchte sie das Lehrerinnenseminar Bernarda in Menzingen. Das anschliessende Studium der Literaturwissenschaften an der Universität Freiburg, später an der Universität Basel, musste sie aus gesundheitlichen Gründen abbrechen. 1944 veröffentlichte sie ihre ersten Gedichte.
1948 trat sie ins Kloster Fahr ein. Am 11. Oktober 1949 legte sie ihre ersten Gelübde ab und erhielt den Ordensnamen Schwester Maria Hedwig. Silja Walter veröffentlichte über 60 Werke. Neben zahlreichen lyrischen Werken schrieb sie auch Mysterienspiele und Theaterstücke. Im Paulusverlag ist eine Gesamtausgabe ihrer Schriften und ihre Autobiografie Das dreifarbene Meer erschienen. Sie verstarb im Alter von 91 Jahren im Kloster Fahr. Ihr Archiv befindet sich im Schweizerischen Literaturarchiv in Bern.

## Auszeichnungen
Silja Walters Schaffen wurde mehrfach durch Preise ausgezeichnet, etwa durch den Literaturpreis und Kulturpreis der Stadt Zürich, zweimal (1956 und 1992) den Gesamtwerkspreis der Schweizerischen Schillerstiftung und den Kunstpreis des Kantons Solothurn. Sie war Ehrenbürgerin von Rickenbach, Würenlos und Mümliswil-Ramiswil.

## Werke

### Einzelausgaben (Auswahl)
- Die ersten Gedichte. Ilion, Olten 1944
- Gedichte. Arche, Zürich 1950
  - Neue, ergänzte Ausgabe als Gesammelte Gedichte: Arche, Zürich 1972
- Wettinger Sternsingerspiel. Arche, Zürich 1955
- Es singt die heil’ge Mitternacht. Arche, Zürich 1956
- Die hereinbrechende Auferstehung. Erzählung. Arche, Zürich 1960
- Beors Bileams Weihnacht. Erzählung. Arche, Zürich 1961
- Sie warten auf die Stadt. Eine Pfingsterzählung. Arche, Zürich 1963
- Der Fisch und Bar Abbas. Erzählung. Arche, Zürich 1967
- Der Tanz des Gehorsams oder die Strohmatte. Arche, Zürich 1970
  - Neuausgabe: Paulusverlag, Fribourg 1996, ISBN 3-7228-0395-0
- Die Schleuse oder Abteien aus Glas. Ein Roman. Arche, Zürich 1972
- Jan, der Verrückte. Ein Spiel. Arche, Zürich 1978
  - Neuausgabe als: Jan der Idiot. Paulusverlag, Fribourg 1990, ISBN 3-7228-0242-3
- Ruf und Regel. Erfahrungen des Glaubens im benediktinischen Kloster, Zürich 1980
  - Neubearbeitung: Der Ruf aus dem Garten. Paulusverlag, Fribourg 1995
- Eine Insel finden. Gespräch mit Otto F. Walter. Moderiert von Philippe Dätwyler. Arche, Zürich 1983, ISBN 3-7160-5004-0
- Die Feuertaube. Neue Gedichte. Für meinen Bruder. Arche, Zürich 1985
- Dein Geheimnis will ich von den Dächern singen. Meditationen. Walter, Olten und Freiburg im Breisgau 1985, ISBN 3-530-92302-8
- Kommunion-Psalter. Für alle Sonn- und Festtage im Kirchenjahr. Mit einem Vorwort von Bernardin Schellenberger. Herder, Freiburg im Breisgau 1985, ISBN 3-451-20492-4
- Voll singenden Feuers. Eine Auswahl aus ihren Werken. Zusammengestellt und eingeleitet von Elisabeth Antkowiak. St. Benno, Leipzig 1990
- Der Wolkenbaum. Meine Kindheit im alten Haus. Walter, Olten 1991; Paulusverlag, Fribourg 2007, ISBN 3-7228-0723-9
- Die Beichte im Zeichen des Fisches. Ein geistliches Tagebuch. Paulusverlag, Fribourg 1999; als Taschenbuch 2005, ISBN 3-7867-8558-9
- Die Fähre legt sich hin am Strand. Ein Lesebuch. (hg. v. Klara Obermüller). Arche, Zürich 1999, ISBN 3-7160-2254-3
- Ich habe meine Insel gefunden. Geheimnis im Alltag. Tagebuch. Paulusverlag, Fribourg 2006, ISBN 3-7228-0696-8
- Er pflückte sie vom Lebensbaum. Ein benediktinisches Tagebuch. Vorwort von Martin Werlen. Paulusverlag, Fribourg 2008, ISBN 978-3-7228-0747-8
- Das dreifarbene Meer. Meine Heilsgeschichte – eine Biographie.[1] Paulusverlag, Fribourg 2009, ISBN 978-3-7228-0760-7
- Der Kamm der Queen. Kleiner Roman. Paulusverlag, Fribourg 2011, ISBN 978-3-7228-0806-2
- Tanzen heisst auferstehen. Letztes Tagebuch. Paulusverlag, Fribourg 2011, ISBN 978-3-7228-0807-9

### Ausgewählte Gedichte
- Im Regen (Der Tag ist blaß vom Regen), 1962[7]
- Der Seidelbast (Im Walde wiegt der Seidelbast), 1962[7]
- Eine große Stadt ersteht, 1966

### Gesamtausgabe
Herausgegeben von Ulrike Wolitz im Paulusverlag, Fribourg:
- Band 1: Frühe Gedichte, Texte, Erzählungen und Spiele, 1999
- Band 2: Monastisches Werk, 2000
- Band 3: Dramatik I. Schauspiele, Hörspiele, Monodrama, 2000
- Band 4: Dramatik II. Mysterienspiele, Teil 1, 2001
- Band 5: Dramatik III. Mysterienspiele, Teil 2, 2002
- Band 6: Prosa I, 2001
- Band 7: Prosa II, 2006
- Band 8: Lyrik, 2003
- Band 9: Spiritualität I, 2004
- Band 10: Spiritualität II, 2005
- Band 11: Geistliche Spiele, Gottesdienste, Predigten, 2016